# 7996 Vedernikov
A 7996 Vedernikov (ideiglenes jelöléssel 1983 RX3) a Naprendszer kisbolygóövében található aszteroida. Ljudmila Georgijevna Karacskina fedezte fel 1983. szeptember 1-én.